# لويد موريسون
لويد موريسون (بالإنجليزية: Lloyd Morrison)‏ هو شخصية أعمال نيوزيلندي، ولد في 18 سبتمبر 1957، وتوفي في 10 فبراير 2012 في سياتل في الولايات المتحدة.